# Blazing Across the Pecos
Blazing Across the Pecos è un film del 1948 diretto da Ray Nazarro.
È un western statunitense con Charles Starrett, Patricia Barry e Paul Campbell. Fa parte della serie di film western della Columbia incentrati sul personaggio di Durango Kid.

## Produzione
Il film, diretto da Ray Nazarro su una sceneggiatura di Ray Nazarro, fu prodotto da Colbert Clark per la Columbia Pictures e girato nel Providencia Ranch a Hollywood Hills e nell'Iverson Ranch a Chatsworth, Los Angeles, California, dal 18 al 25 novembre 1947.

## Distribuzione
Il film fu distribuito negli Stati Uniti dal 1º luglio 1948 al cinema dalla Columbia Pictures.
Altre distribuzioni:
- in Brasile (Invasão Sangrenta)
- nel Regno Unito (Under Arrest)

## Promozione
Le tagline sono:
- REDSKIN WARFARE! RED-HOT TUNES
- DURANGO AND SMILEY IN A BLAZING INDIAN WAR!
- THE WEST'S BEST ACTION AND FUN TEAM!
- WAR-WHOOPS RING! BULLETS ZING! GAY HEARTS SING!
- ON THE THRILL-'N-RHYTHM WARPATH!
- HEAP BIG CHIEFS OF WESTERN ACTION AND SONG!
- DURANGO AND SMILEY IN A BLAZING INDIAN WAR!